# Hotel Bertram
Hotel Bertram (izdan 1965.) je kriminalistički roman Agathe Christie s Miss Marple u glavnoj ulozi.

## Radnja
Dolazak gđice Marple u hotel Bertram poklopi se s dolaskom još jedne gošće, Bess Sedgwick. Dolazak brigadira Luscombea sa svojom štićenicom Elvirom uznemiri Bess, a u gđici Marple probudi znatiželju. Elvira raspravlja o svojoj budućnosti s Luscombeom koji ne razumije njezino inzistiranje da čuje tko bi naslijedio novac da se njoj što dogodi. Njihov razgovor prekine Ladislaus Malinowski tražeći Bess. Kasnije te večeri Elvira ga nazove i ugovori sastanak. Bess prigovara Malinowskom da je namjerno doveo Elviru u hotel ne bi li je pokušao pomiriti s kćeri koje se odavno odrekla. Gđica Marple prati Bess i promatra njezin razgovor s Ladislausom. Očito je da njih dvoje nešto planiraju.